# Al Tsantiri News
Al Tsantiri News (грец. Αλ τσαντίρι νιουζ) — сатиричне щонедільне телешоу Лакіса Лазопулоса, що виходить від 2004 року на телеканалі Alpha TV.

## Огляд програми
«Al Tsantiri News» — програма сатиричного і політичного змісту, створювана грецьким актором, сценаристом та режисером Лакісом Лазопулосос, який також виступає у ролі її ведучого. Від моменту виходу в ефір першого випуску телешоу завоювало прихильність глядачів та критиків, щотижня висвітлюючи проблеми політичного життя країни, а також буденні проблеми пересічних греків.
Програма має стабільно високі рейтинги, інколи дуже високі для грецького телебачення (наприклад, 64,2 % глядацької аудиторії для трансляції у вівторок, зафіксовано 18 грудня 2007 року). Щоправда, критики у ЗМІ час від часу висловлюють стурбованість з приводу плутанини між вигаданими художніми персонажами, які представляються у шоу, та реальними особами, а також точністю висвітлюваних фактів у програмі. Водночас сам Лазопулос коментує такі закиди нейтрально, наголошуючи на тому, що його шоу сатиричне.
«Al Tsantiri News» також вирізняється з-поміж інших телешоу «живими» виступами грецьких популярних зірок. Так, в ефір запрошувалися Дімітріс Мітропанос, Нікос Папазоглу, Антоніс Ремос, Міхаліс Хатзіянніс, гурт Onirama, Елефтерія Арванітакі та Дімітра Галані та інші. 